# Президент и его внучка
«Президе́нт и его́ вну́чка» — российская комедия Тиграна Кеосаяна, снятая в 1999 году по сценарию Елены Райской.

## Сюжет
В новогоднюю ночь 1987 года в 25-м московском роддоме лежит молодая женщина Татьяна (Дина Корзун), которая ещё не пришла в себя от наркоза после родов. Она родила двух девочек-близняшек, но её муж и отец детей погиб в Афганистане. Когда дежурящие акушер (Александр Адабашьян) и его медсестра (Алена Хмельницкая) садятся отмечать Новый год, неожиданно в роддом приезжает карета скорой помощи с беременной женщиной — невесткой одного влиятельного генерала, которая попала в аварию и у неё в результате начались преждевременные роды. Несмотря на увещевания акушера, что срок беременности может трагически обернуться для ребёнка, свирепый генерал, угрожая пистолетом, заставляет его принимать роды. Когда очнувшаяся невестка спрашивает после родов, кто у неё родился, акушер и медсестра говорят, что родилась девочка.
Проходит двенадцать лет. Канун Нового 2000 года. За это время генерал дослужился до Президента России, а акушер — до министра здравоохранения. Татьяна, будучи не слишком хорошо зарабатывающей работницей магазина одежды и на досуге рисующей картины для местной галереи для дополнительного заработка, живёт со своей единственной дочерью Машей (Надя Михалкова) в Москве. Одновременно в семье Президента растёт его внучка, которая один в один похожа на Машу и, по совпадению, тоже названа Машей. На Новый год родители внучки Президента привозят свою дочь к нему, а сами Новый год отмечать будут за границей (в Париже). Девочка не знает другой жизни: вокруг полно развлечений, компьютерные игры, походы в театр, обеды с министром здравоохранения (который впоследствии женился на своей медсестре и у них родился сын). Другая Маша — дочь Татьяны — чуть ли не целыми днями проводит на улице, зарабатывая деньги продажей свежих газет и сдачей стеклотары вместе с другими дворовыми ребятами. Однажды один из них после неудачной попытки продать газету сыну министра здравоохранения отбирает у него конфеты и открытку, которая оказывается пригласительным билетом на кремлёвский карнавал. Ребята дружно дарят билет Маше.
Маша — внучка Президента — тоже приглашена туда, где она должна будет играть роль принцессы карнавала. Но во время карнавала девочки случайно меняются местами — телохранитель внучки, Саша, случайно путает кабинки и заставляет другую Машу надеть костюм принцессы. В результате внучка Президента оказывается в костюме Чебурашки. Саша, даже не подозревая, что он перепутал девочек, отвозит Машу «домой», а внучку Президента забирает с собой Татьяна, ожидавшая свою дочь у Кремля. Маша — дочь Татьяны — не сопротивляется, так как думает, что это какой-то сюрприз, а Маша — внучка Президента — не сопротивляется, потому что её морально готовили к тому, что её могут похитить, и поэтому она сохраняет спокойствие, думая, что оказалась в заложниках. Поначалу она пытается сбежать, но позже она ближе узнаёт Татьяну и находит с ней общий язык.
Маша — дочь Татьяны — оказывается в роскошном поместье. Узнав, что она в поместье самого Президента, который к тому же ещё и считает её своей внучкой, она, в отличие от другой Маши, ведёт себя более агрессивно и тоже пытается безуспешно бежать. Президент обращается за помощью к министру здравоохранения, который, по какой-то причине, сразу понимает, что девочка говорит правду. Его жена, которая теперь работник детского неврологического центра, принимается разрешать ситуацию. Она просит Машу вести себя так, как будто она действительно внучка Президента и никто более, затем берёт у неё адрес Татьяны, которую аналогично убеждает потакать «капризам» её «дочери». С мужем она затевает план, целью которого — тайком произвести замену девочек, чтобы Президент ничего не узнал.
Маша — дочь Татьяны — решает повлиять на трудный характер своего «дедушки». Когда она скупает всю коллекцию картин её матери, она отчитывает его за то, как он с ними обращается, оскорбляет Сашу, который тоже не понимает искусства. Позже она спокойно выясняет с «дедом» отношения и извиняется перед Сашей. Однажды от сына министра здравоохранения Маша узнаёт, что реальная внучка президента родилась с какими-то осложнениями и выжила только благодаря его отцу. Желая узнать, почему она так похожа на реальную внучку, Маша с удивлением узнаёт, что та родилась в один с ней день и в одном роддоме. Министр приходит на следующий день, чтобы забрать Машу к своей жене, якобы к психологу, а на деле просто отвезти домой к Татьяне. Когда он входит в её комнату, Маша наводит на него взятый ею без спросу пистолет «дедушки», которым он некогда угрожал ему. Одновременно в комнату случайно заходит и сам Президент, обнаруживший пропажу оружия. Уставший скрывать в течение двенадцати лет обременительную правду, министр здравоохранения кается: в ту ночь невестка президента родила не дочь, а сына, но мальчик родился мёртвым, и тогда они с женой, опасаясь гнева будущего Президента, выдали его семье одну из дочерей Татьяны (сама Татьяна, будучи под наркозом, не знала, что родила двойню). С трудом веря в это, Президент топит свой пистолет в аквариуме, затем приказывает Саше отвезти Машу туда, куда она скажет. Перед тем как уйти, Маша прощается со своим «дедушкой», который всё-таки ей полюбился. Придя домой, она знакомится со своей сестрой — настоящей внучкой Президента. Они меняются одеждой и отправляются каждая к себе домой.
Обе семьи весело празднуют Новый год. За всё это время Президент сильно изменился в характере под влиянием второй Маши. В конце фильма он показывает, что, несмотря на свои должностные обязанности, такой же простой человек, как и все люди. Фильм заканчивается звонком обеих Маш-сестёр, которые бурно обсуждают последние события.

## В ролях
| Актёр                | Роль                                                                              |
| -------------------- | --------------------------------------------------------------------------------- |
| Олег Табаков         | Президент России (прототип - Борис Николаевич Ельцин)                             |
| Дина Корзун          | Татьяна Сергеевна художница, мать обеих Маш                                       |
| Надежда Михалкова    | девочки Маша (дочь художницы) и Маша (внучка Президента)                          |
| Владимир Ильин       | дядя Саша («Суслик»), адъютант генерала, впоследствии начальник охраны Президента |
| Александр Адабашьян  | акушер роддома, впоследствии министр здравоохранения                              |
| Алёна Хмельницкая    | Алиса медсестра роддома, впоследствии жена министра здравоохранения               |
| Дмитрий Марьянов     | сын Президента                                                                    |
| Екатерина Семёнова   | невестка Президента                                                               |
| Георгий Мартиросян   | директор салона                                                                   |
| Валентина Березуцкая | костюмерша                                                                        |
| Владимир Вдовиченков | охранник Президента                                                               |
| Станислав Стрелков   | охранник Президента                                                               |
| Олег Калмыков        | охранник Президента                                                               |
| Валерий Иваков       | телохранитель Президента                                                          |
| Михаил Церишенко     | водитель, купивший у Маши газету                                                  |
| Михаил Солодко       | парень с пивом                                                                    |
| Анатолий Шаляпин     | приёмщик стеклотары                                                               |
| Нина Персиянинова    | продавщица пива                                                                   |
| Владимир Гранов      | милиционер                                                                        |
| Олег Комаров         | милиционер                                                                        |
| Сергей Рубеко        | один из мужиков с пивом                                                           |
| Геннадий Корольков   | один из мужиков с пивом                                                           |

## Обстоятельства съёмки и выпуска фильма, профессиональная оценка
Согласно информации киноведа и журналиста Михаила Брашинского, частично основанной на изложении ситуации Еленой Райской, прокату фильма предшествовали серьёзные разногласия между компанией производства («КиноМостом») и Райской, как автором сценария, исходно предложившей его продюсерам с условием своей же режиссуры. Подписав с Райской контракт, компания в конце концов уволила её на основе творческих разногласий, передав съёмки Тиграну Кеосаяну. Подав в суд за нарушение авторских прав, Елена Райская добилась постановления о запрете съёмок до окончания судебного процесса, а потом — и решения суда о запрете кинокомпании использовать имя автора и оригинальное название сценария, а также обнародовать фильм, созданный на его основе. Тем не менее, в прокат фильм вышел.
Фильм был включён в основную программу российского кинофестиваля «Кинотавр» 2001 года и был удостоен специального приза жюри «За юмор и доброту на экране». При этом сам подбор программы этого фестиваля получил неоднозначную оценку — в частности, журнал «Искусство кино», упомянув претензию на приз за режиссуру фильмов «Президент и его внучка» и «Даун Хаус», назвал это «свидетельством полной утраты критериев» и «конкурсом на лучший плохой фильм».